# Miranda Lambert
Miranda Leigh Lambert (Longview, 10 de novembro de 1983), é uma cantora norte-americana de música country, além de possuir sua carreira solo, ela também é membro do grupo country Pistol Annies. Ela também recebeu prêmios do Grammy Awards, Academy of Country Music Awards e da Country Music Association Awards.
Lambert começou sua carreira em 2000, lançando seu álbum de estreia no ano seguinte. Em 2003, terminou em terceiro lugar no Nashville Star, competição de canto que foi ao ar na USA Network. 
Mais tarde assinou contrato com a Epic Records. Lambert fez sua estréia com o lançamento de "Me and Charlie Talking", o primeiro single de seu álbum de estréia lançado em 2005, Kerosene. Este álbum, que foi certificado de Platina nos Estados Unidos, também produziu os singles "Bring Me Down", "Kerosene", e "New Strings". Todos os quatro singles foram Top 40 em paradas da Hot Country Songs.
Após o encerramento da divisão da Epic com a Nashville, Lambert foi transferida para a Columbia Records em Nashville para o seu segundo álbum, Crazy Ex-Girlfriend, que foi lançado no início de 2007. Embora a faixa-título não conseguiu fazer top 40, os próximos três singles ("Famous in a Small Town", "Gunpowder & Lead", and "More Like Her") foram Top 20, com "Gunpowder & Lead", tornando-se seu primeiro Top 10 em julho de 2008. O terceiro álbum de Lambert, Revolution, foi lançado em setembro de 2009. Cinco singles foram lançados do álbum, incluindo o número um de Lambert, "The House That Built Me", que passou quatro semanas no topo da tabela.

## Vida pessoal
Lambert se casou com o também cantor de música country Blake Shelton em 14 de maio de 2011. Em 20 de julho de 2015, o casal anunciou que estavam se divorciando após quatro anos de casamento.
Em setembro do mesmo ano ela começou a namorar o cantor de R&B Anderson East, em abril de 2018, foi confirmado o término da relação, alguns meses antes.
Em fevereiro, Lambert começou a namorar o vocalista da banda Turnpike Troubadours, Evan Felker, terminando a relação em apenas seis meses.
Em fevereiro de 2019, Lambert anunciou em suas redes sociais que se casou com Brendan McLoughlin, um policial de Nova Iorque.

## Discografia

### Álbuns
| Título                    | Detalhes                                                                                             | Posições | Posições    | Posições | Vendas        | Certificações        |
| Título                    | Detalhes                                                                                             | EUA      | EUA Country | CAN      | Vendas        | Certificações        |
| ------------------------- | --- | -------- | ----------- | -------- | ------------- | -------------------- |
| Kerosene                  | - Lançado: 15 de Março de 2005 - Gravadora: Epic Nashville - Formato: CD, digital download           | 18       | 1           | —        | - : 1,200,000 | - : Platina          |
| Crazy Ex-Girlfriend       | - Lançado: 1 de Maio de 2007 - Gravadora: Epic Nashville - Formato: CD, digital download             | 6        | 1           | —        | - : 1,573,300 | - : Platina          |
| Revolution                | - Lançado: 29 de Setembro de 2009 - Gravadora: Columbia Nashville - Formato: CD, digital download    | 8        | 1           | —        | - : 1,800,000 | - : Platina - : Ouro |
| Four the Record           | - Lançado: 01 de Novembro de 2011 - Gravadora: RCA Nashville - Formato: CD, digital download         | 3        | 1           | 12       | - : 1,014,000 | - : Platina          |
| Platinum                  | - Lançado: 03 de Junho de 2014 - Gravadora: RCA Nashville - Formato: CD, digital download            | 1        | 1           | 1        | - : 1,000,000 | - : Platina          |
| The Weight of These Wings | - Lançado: 18 de Novembro de 2016 - Gravadora: Vanner, RCA Nashville - Formato: CD, digital download | 3        | 1           | 5        | - : 1,000,000 | - : Platina          |

### Singles
| Ano  | Título                                       | EUA Country | EUA | CAN | Certificações | Álbum                     |
| ---- | -------------------------------------------- | ----------- | --- | --- | ------------- | ------------------------- |
| 2005 | "Me and Charlie Talking"                     | 27          | —   | —   |               | Kerosene                  |
| 2005 | "Bring Me Down"                              | 32          | —   | —   |               | Kerosene                  |
| 2005 | "Kerosene"                                   | 15          | 61  | —   | - : Ouro      | Kerosene                  |
| 2006 | "New Strings"                                | 25          | 125 | —   |               | Kerosene                  |
| 2006 | "Crazy Ex-Girlfriend"                        | 50          | —   | —   |               | Crazy Ex-Girlfriend       |
| 2007 | "Famous in a Small Town"                     | 14          | 87  | —   |               | Crazy Ex-Girlfriend       |
| 2008 | "Gunpowder and Lead"                         | 7           | 52  | —   | - : Platina   | Crazy Ex-Girlfriend       |
| 2009 | "Dead Flowers"                               | 37          | —   | —   |               | Revolution                |
| 2009 | "White Liar"                                 | 2           | 38  | 67  | - : Platina   | Revolution                |
| 2010 | "The House That Built Me"                    | 1           | 28  | 52  | - : Platina   | Revolution                |
| 2010 | "Only Prettier"                              | 12          | 75  | —   | - : Ouro      | Revolution                |
| 2011 | "Heart Like Mine"                            | 1           | 44  | 69  | - : Ouro      | Revolution                |
| 2011 | "Baggage Claim"                              | 3           | 44  | 74  | - : Ouro      | Four the Record           |
| 2011 | "Over You"                                   | 1           | 35  | 52  | - : Platina   | Four the Record           |
| 2012 | "Fastest Girl in Town"                       | 7           | 47  | 72  | - : Ouro      | Four the Record           |
| 2013 | "Mama's Broken Heart"                        | 2           | 20  | 30  | - : Platina   | Four the Record           |
| 2013 | "All Kinds of Kinds"                         | 24          | 89  | 94  |               | Four the Record           |
| 2014 | "Automatic"                                  | 4           | 35  | 34  | - : Ouro      | Platinum                  |
| 2014 | "Somethin' Bad" (with Carrie Underwood)      | 1           | 19  | 33  | - : Platina   | Platinum                  |
| 2015 | "Little Red Wagon"                           | 5           | 55  | 56  | - : Ouro      | Platinum                  |
| 2015 | "Smokin' and Drinkin" (with Little Big Town) | 32          | —   | —   |               | Platinum                  |
| 2016 | "Vice"                                       | 2           | 47  | 78  | - : Platina   | The Weight of These Wings |
| 2016 | "We Should Be Friends"                       | 26          | —   | —   |               | The Weight of These Wings |
| 2017 | "Tin Man"                                    | 15          | 75  | —   |               | The Weight of These Wings |